# Policía de Lara Fútbol Club
Policía de Lara Fútbol Club fue un club de fútbol profesional venezolano, establecido en la ciudad de Barquisimeto. Fue fundado en el 2005 y desapareció en 2017.

## Historia
Para la temporada 2010-11 reaparece en el fútbol profesional, esta vez en la Tercera División de Venezuela. En su año de debut, logra el campeonato absoluto del Grupo Occidental II, y por lo tanto el ascenso a la Segunda División B de Venezuela para la temporada siguiente. En la temporada 2011-12 en la Segunda División B de Venezuela logra el ascenso a la Segunda División de Venezuela, obteniendo resultados consistentes a lo largo de la temporada, siendo uno de los equipos más fuertes del grupo Occidental junto con ULA FC. Luego de conseguir el ascenso, participó en la Segunda División de Venezuela en la temporada 2012-13, que comenzó con el Torneo Apertura 2012, donde termina en la cuarta posición del Grupo Occidental, con 27 puntos, producto de 8 victorias, 3 empates y 7 reveses, clasificando al Torneo de Ascenso a Primera División, en el siguiente semestre de la temporada. En el Torneo de Ascenso 2013, culmina en 5.º lugar, con un total de 26 unidades y 27 goles anotados a lo largo del semestre, permaneciendo en la categoría para la temporada 2013-14.
Para la Segunda División Venezolana 2013-14, forma parte del Grupo Centro-Occidental, culminando en la novena posición tras sumar 19 puntos en 18 compromisos, debiendo participar en el Torneo de Promoción y Permanencia para la siguiente parte de la temporada. En dicho torneo, culmina como líder del Grupo Central (obteniendo la permanencia en la segunda división para la siguiente temporada), tras obtener 25 unidades en un grupo reñido que se definió en la última jornada, donde el equipo policial culminó su participación empatando 3-3 ante el Atlético Socopó Fútbol Club.

## Participación en Copa Venezuela
En la Copa Venezuela debuta el 29 de agosto de 2007 enfrentando de visitante al Yaracuyanos FC, en la Ciudad de San Felipe. Encuentro que terminaría con derrota 2-1, el autor del primer gol del Policía de Lara FC en una Copa Venezuela fue de Felipe Márquez al minuto 84.
El 27 de agosto de 2008 obtuvo su primera victoria en una Copa Venezuela contra el Atlético Cojedes con resultado de 2-1 clasificando a Segunda fase y obtuvo su segunda victoria contra el Unión Atlético Maracaibo por 2-0 siendo eliminados en los octavos de final.

## Estadio
El Estadio Farid Richa ubicado en Barquisimeto es el estadio donde realiza los partidos como local.

## Datos del club
- Temporadas en 1.ª División: 0
- Temporadas en 2.ª División: 5 (2007-08, 2008-09, 2012-13, 2013-14, 2014-15)
- Temporadas en 2.ª División B: 1 (2011-12)
- Temporadas en 3.ª División: 5 (2010-11, 2016, 2017, 2018, 2019)
- Temporadas en 1.ª Regional: 1 (2020)
- Mayor goleada conseguida como local (en Tercera): Policía de Lara 7-0 Cafetaleros de Biscucuy
- Mayor derrota encajada como local (en Segunda): Policía de Lara FC 0-3 SC Guaraní (Clasificatorio 2011)
- Mayor goleada conseguida como visitante (en Segunda): Valencia SC 0-5 Policía de Lara FC (Promoción y Permanencia 2012, jornada 13)
- Mayor derrota encajada como visitante (en Segunda): Caracas FC B 4-1 Policía de Lara FC (Clasificatorio 2011) -->